# Jan Tomasz Adamus
Pour les articles homonymes, voir Adamus.
Jan Tomasz Adamus, né le 16 juin 1968, est un chef d'orchestre, organiste, musicien de chambre et administrateur musical polonais. Depuis 2008, il est directeur général et artistique de l'orchestre de musique ancienne et chœur mixte Capella Cracoviensis de Cracovie. Il a enregistré des disques en solo, y compris comme chef d'orchestre, de musique sacrée baroque, classique et romantique, jouant également de différents orgues historiques en Silésie. Il est directeur artistique du Festival international Bach à Świdnica.
Adamus est diplômé de l'Académie de musique de Cracovie et du Conservatoire d'Amsterdam. Il a travaillé en tant que chef d'orchestre en Pologne et à l'étranger, invité par des ensembles de musique ancienne et de nombreux festivals pour diriger des concerts de périodes musicales différentes. De 1995 à 2008, il est professeur à l'Académie de musique de Wrocław et conférencier invité à l'Université de musique et d'art dramatique de Graz (de). De 2003 et 2008, il fut directeur artistique du festival de musique ancienne de Wrocław Forum Musicum, et de 2005 à 2008 consultant du festival international Wratislavia Cantans.

## Discographie sélective
Comme interprète :
- Muzyka Dawnej Europy: Niemcy - Polska ;
- Harmonologia - Muzyka W Dawnym Wroclawiu.

Comme chef d'orchestre :
- Jasnogorska Muzyka Dawna - Musica Claromontana.